# Južni betsimisaraka malagaški jezik
Južni Betsimisaraka malagaški jezik (ISO 639-3: bjq; antesaka), austronezijski jezik istočnobaritske skupine kojim govori 1 830 000 (2006 SIL) u provincijama Toamasina (distrikt Mahanoro), Fianarantsoa (distrikti Nosy Varika, Mananjary, Manakara Atsimo) na Madagaskaru. 
Jedan je od 11 malagaških jezika. Etnička grupa Betsimisaraka sastoji se od 3 podgrupe sjeverni Betsimisaraka, Betanimena, i južni Betsimisaraka.

## Vanjske poveznice
- Ethnologue (14th)
- Ethnologue (15th)